# Canton de Courbevoie-1
Le canton de Courbevoie-1 est une circonscription électorale française du département des Hauts-de-Seine.
Il comprend une partie des communes de Courbevoie et d'Asnières-sur-Seine.

## Histoire
Un nouveau découpage territorial des Hauts-de-Seine entre en vigueur à l'occasion des premières élections départementales suivant le décret du 26 février 2014. Les conseillers départementaux sont, à compter de ces élections, élus au scrutin majoritaire binominal mixte. Les électeurs de chaque canton élisent au Conseil départemental, nouvelle appellation du Conseil général, deux membres de sexe différent, qui se présentent en binôme de candidats. Les conseillers départementaux sont élus pour 6 ans au scrutin binominal majoritaire à deux tours, l'accès au second tour nécessitant 12,5 % des inscrits au 1er tour. En outre la totalité des conseillers départementaux est renouvelée. Ce nouveau mode de scrutin nécessite un redécoupage des cantons dont le nombre est divisé par deux avec arrondi à l'unité impaire supérieure si ce nombre n'est pas entier impair, assorti de conditions de seuils minimaux. Dans les Hauts-de-Seine, le nombre de cantons passe ainsi de 45 à 23.
Le canton de Courbevoie-1 est formé de deux fractions de communes. Il est entièrement inclus dans l'arrondissement de Nanterre. Le bureau centralisateur est situé à Courbevoie.

## Représentation
| Période élective | Période élective | Mandat | Mandat   | Identité            | Nuance | Nuance | Qualité |
| ---------------- | ---------------- | ------ | -------- | ------------------- | ------ | ------ | --- |
| 2015             | 2021             | 2015   | 2021     | Daniel Courtès      |        | LR     | Adjoint au maire de Courbevoie Conseiller général de Courbevoie-Nord (2008 → 2015)                                                 |
| 2015             | 2021             | 2015   | 2021     | Marie-Pierre Limoge |        | UDI    | Adjointe au maire de Courbevoie 2e vice-présidente chargée de l'économie collaborative Élue en 2021 dans le canton de Courbevoie-2 |
| 2021             | 2028             | 2021   | en cours | Daniel Courtès      |        | LR     | Conseiller sortant, Conseiller départemental délégué aux sports                                                                    |
| 2021             | 2028             | 2021   | en cours | Nathaly Lederman    |        | LR     | Adjointe au maire de Courbevoie |

### Résultats détaillés

#### Élections de mars 2015
Lors des élections départementales de 2015, cinq binômes étaient en lice : 
- Daniel Courtès, conseiller général sortant (UMP) et Marie-Pierre Limoge (UDI) ;
- Lamiae El Oifi (EELV) et Jean-Pascal Péan (EELV) ;
- Floriane Deniau (FN) et Gérard Lepage (FN) ;
- Maria Cotora (PS) et Jean-Philippe Elie (PS) ;
- Stéphane Gwizdak (PCF-FDG) et Antoine Lupeyrat (PCF-FDG)[4]

À l'issue du 1er tour, deux binômes sont en ballottage : Daniel Courtès et Marie-Pierre Limoge (Union de la Droite, 53,61 %) et Maria Cotora et Jean-Philippe Elie (Union de la Gauche, 21,83 %). Le taux de participation est de 46,17 % (20 183 votants sur 43 719 inscrits) contre 46,11 % au niveau départemental et 50,17 % au niveau national.
Au second tour, Daniel Courtès et Marie-Pierre Limoge (Union de la Droite) sont élus avec 68,47 % des suffrages exprimés et un taux de participation de 42,54 % (11 938 voix pour 18 597 votants et 43 718 inscrits).

#### Élections de juin 2021
Le premier tour des élections départementales de 2021 est marqué par un très faible taux de participation (33,26 % au niveau national). Dans le canton de Courbevoie-1, ce taux de participation est de 35,82 % (15 560 votants sur 43 440 inscrits) contre 35,09 % au niveau départemental. À l'issue de ce premier tour, deux binômes sont en ballottage : Daniel Courtes et Nathaly Lederman (LR, 39,84 %) et Jean-Philippe Elie et Isabelle Rivière (Union au centre, 20,98 %).
Le second tour des élections est marqué une nouvelle fois par une abstention massive équivalente au premier tour. Les taux de participation sont de 34,36 % au niveau national, 37,05 % dans le département et 38,83 % dans le canton de Courbevoie-1. Daniel Courtes et Nathaly Lederman (LR) sont élus avec 58,83 % des suffrages exprimés (8 550 voix pour 16 871 votants et 43 447 inscrits),,.

## Composition
| Nom                                | Code Insee | Intercommunalité         | Superficie (km2) | Population (dernière pop. légale)                | Densité (hab./km2) | Modifier                                    |
| ---------------------------------- | ---------- | ------------------------ | ---------------- | ------------------------------------------------ | ------------------ | ------------------------------------------- |
| Courbevoie (bureau centralisateur) | 92026      | Métropole du Grand Paris | 4,17             | Fraction : 51 629 (2022) Commune : 81 945 (2022) | 19 651             | modifier les données · modifier les données |
| Asnières-sur-Seine                 | 92004      | Métropole du Grand Paris | 4,82             | Fraction : 16 845 (2022) Commune : 91 457 (2022) | 18 974             | modifier les données · modifier les données |
| Canton de Courbevoie-1             | 9212       |                          |                  | 68 474 (2022)                                    |                    | modifier les données                        |

Le canton de Courbevoie-1 comprend :
1. la partie de la commune de Courbevoie située au nord d'une ligne définie par l'axe des voies et limites suivantes : depuis la limite territoriale de la commune de la Garenne-Colombes, avenue Marceau, rue de Bezons, rue de l'Abreuvoir, ligne droite dans le prolongement de la rue de l'Abreuvoir, jusqu'à la limite territoriale de la commune de Neuilly-sur-Seine ;
2. la partie de la commune d'Asnières-sur-Seine non incluse dans le canton d'Asnières-sur-Seine.

## Démographie
En 2022, le canton comptait 68 474 habitants, en évolution de +2,14 % par rapport à 2016 (Hauts-de-Seine : +2,75 %, France hors Mayotte : +2,11 %).
| 2013   | 2018   | 2022   |
| ------ | ------ | ------ |
| 68 838 | 67 292 | 68 474 |